# Nikola Ogrodníková
Nikola Ogrodníková (født 1990) er en tjekkisk atlet, der konkurrerer i spydkast.
I 2021 repræsenterede hun Tjekkiet i spydkastet under sommer-OL 2020 i Tokyo, hvor hun blev elimineret i kvalifikationen med et bedste kast på 60,03 m.
Under sommer-OL 2024 i Paris tre år senere tog hun bronzemedaljen i kvindernes spydfinale med et bedste kast på 63,68 m.